# Joaquín Montes
Joaquín Montes (Uruguay, 23 de junio de 1979) es un exjugador de rugby y actual árbitro del mismo deporte uruguayo que dirige en numerosos torneos nacionales e internacionales y el primero en ser designado profesional en su país.

## Síntesis
Montes como árbitro ha dirigido partidos del Campeonato Uruguayo y el Campeonato Argentino, entre otros torneos en ambas orillas del Plata. También ha sido designado por Sudamérica Rugby para arbitrar en sus torneos, ya sea de mayores, juveniles, sevens o en los extintos Cross Borders.
En el 2011 integró el grupo de referís presentes en el Trofeo Mundial de Rugby Juvenil de Georgia y luego de una reconocida labor, la ex International Rugby Board, máximo organismo mundial del deporte lo designa para impartir justicia en el partido final.
El 26 de junio de 2012, la Unión de Rugby del Uruguay resolvió nombrarlo Referee Profesional. Después de su nominación, el primer torneo internacional de relevancia en que participa fue la 3.ª edición de la Americas Rugby Championship celebrada en octubre del mismo año en Canadá.
Su capacitación incluyó cursos de referatos de distintos niveles en Argentina y el Programa de Optimización de Talentos que anualmente se desarrolla en Sudáfrica.

## Participación en torneos
| - Cross Border 2011 - Americas Rugby Championship 2012 - Americas Rugby Championship 2013 - Nations Cup 2013 - Ventana de fin de año de rugby 2013 - Americas Rugby Championship 2018 - Copa Mundial de Rugby de 2015 (fase de clasificación americana) - Campeonato Mundial de Rugby Juvenil 2010 (como réferi asistente). - Trofeo Mundial de Rugby Juvenil 2011 incluyendo la final - Trofeo Mundial de Rugby Juvenil 2013 | - Argentino de Rugby 2012 - Campeonato Uruguayo 2012 - Sudamericano A 2012 - Sudamericano A 2013 - Sudamericano Juvenil 2005 - Sudamericano Juvenil A 2009 - Sudamericano Juvenil A 2011 - Sudamericano Juvenil A 2012 |